# Initial D: Arcade Stage Ver. 2
Initial D: Arcade Stage Ver. 2 (Initial D Ver. 2 en los Estados Unidos) es un videojuego de carreras arcade de 2002 basado en la serie Initial D desarrollado por Sega Rosso y publicado por Sega. Es el segundo juego de la serie Initial D: Arcade Stage.

## Jugabilidad
Los jugadores compiten contra diferentes oponentes a través de varios pasos de montaña que aparecen en el manga. Los vehículos que aparecen en el juego son en su mayoría autos japoneses, como el Nissan Skyline GT-R, el Mazda RX-7, el Mitsubishi Lancer Evolution, el Honda Civic y el Toyota AE86. Con el sistema de tarjeta magnética opcional, los jugadores pueden guardar un automóvil personalizado y su progreso para futuras sesiones; de lo contrario, se elimina su progreso en el juego. Los jugadores pueden seguir creciendo con sus cartas en otro gabinete Initial D de la misma versión. Sin embargo, la tarjeta debe renovarse cada 50 jugadas. La versión 2.0 agrega dos nuevos cursos como Akagi, el campo local de los hermanos Takahashi/Akagi Red Suns, e Irohazaka, el campo local de los Emperor.